# Эрнандес, Клодовиль
Клодовиль Эрнандес (исп. Clodovil Hernandes, 17 июня 1937, Элисиарио, Сан-Паулу, Бразилия — 17 марта 2009, Бразилиа) — бразильский модельер, телеведущий и политик.

## Биография
Клодовиль Эрнандес никогда не знал своих настоящих родителей. Его воспитала семья испанских эмигрантов. Он испытывал сильную привязанность к своей приёмной матери, Изабель Санчес, и позже, одним из результатов его деятельности в Палате депутатов было учреждение Дня приёмной матери, который теперь отмечается в Бразилии в третье воскресенье мая. Эрнандес учился в католической школе, кроме родного португальского, он владел испанским, языком его приемных родителей, и французским.
Карьеру стилиста он начал ещё в 16 лет, а к 1960 году уже был известен в мире высокой моды. В 1973 и 1974 годах Эрнандес проектировал и шил вечерние наряды для Сандры Мары Феррейра и Сандры Гимарайеш де Оливейра из Сан-Паулу, завоевавших титул «Мисс Бразилия».
В 80-е Эрнандес стал хозяином одного из первых телешоу на бразильском телевидении, посвящённых современной женщине, на телеканале «Rede Globo». В 90-е годы карьера Эрнандеса на телевидении переживала взлеты и падения — его явные правые позиции и неустойчивые отношения с коллегами и разногласия с начальством привели к частой смене рабочих мест. В 2006 году Эрнандес стал участником мюзикла.
На выборах 2006 года Клодовил Эрнандес, кандидат Христианской рабочей партии, был избран в конгресс от штата Сан-Паулу, став третьим конгрессменом, набравшим наибольшее количество голосов (за него проголосовали 493 951 человек). Его предвыборным лозунгом стали слова «Бразилия никогда не будет той же».
Став конгрессменом, Эрнандес одобрял законопроекты, запрещающие игрушки, похожие на табачные изделия, и призывал к сокращению сцен насилия на телевидении в часы семейного просмотра. Кроме того, он выступал за сохранение бразильских лесов, за сокращение количества депутатов и защищал права меньшинств в нижней палате парламента.
До самой смерти он был участником разнообразных телевизионных шоу. Эрнандес стал первым открытым гомосексуалом среди бразильских конгрессменов, из-за не раз оказывался в эпицентре публичных скандалов.
Клодовиль Эрнандес скончался после инсульта 17 марта 2009 года. Похоронен на кладбище Морумби в Сан-Паулу.